# Coniogenes
Coniogenes là một chi bướm đêm thuộc họ Blastobasidae.